# Chapelle des Moines (Berzé-la-Ville)

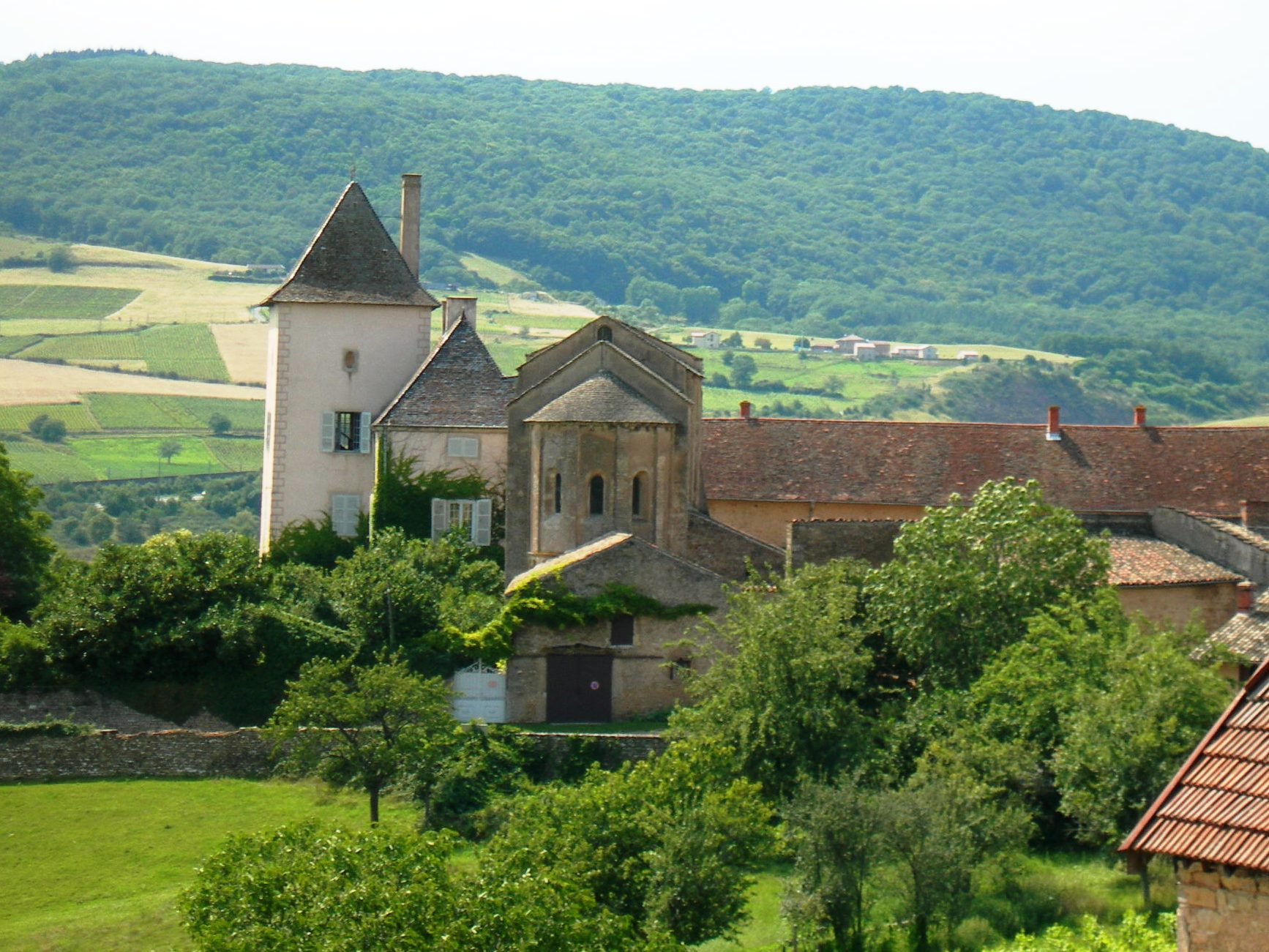
Chapelle des Moines

Die Chapelle des Moines (Kapelle der Mönche) ist die romanische Kapelle eines ehemaligen Cluniazenserpriorats in Berzé-la-Ville (Département Saône-et-Loire) in der Region Burgund-Franche Comté. Sie beherbergt romanische Fresken des beginnenden 12. Jahrhunderts, die als „das schönste Zeugnis cluniazensischer romanischer Kunst“ gelten.

## Geschichte
Die erste Erwähnung von Berzé-la-Ville stammt von 1042, zunächst unterstand es dem Priorat von Marcigny-en-Brionnais. Im Jahr 1100 gelang es Abt Hugo von Cluny (1049–1109; bürgerlich Hugues de Semur) die Herrschaft über Berzé-la-Ville zu erhalten, das er für die Novizen des Ordens vorsah. Das neue Priorat erhielt den Namen „Château des Moines“. Zu seiner Zeit (womöglich 1103) wurde mit den Wandmalereien begonnen, die aber bei seinem Tod noch nicht abgeschlossen waren. 1740 wurden die Gebäude des Priorats erneuert, das mit der Französischen Revolution aufgehoben wurde. Als Eigentum des Staats wurden die Gebäude verkauft. Die obere Kapelle mit den übertünchten Fresken diente danach als Scheune, die untere Kapelle als Vorratskeller eines landwirtschaftlichen Betriebs. Nach der Wiederentdeckung der Fresken 1887 durch Pfarrer Philibert Jolivet wurde die Kapelle am 22. September 1893 als Monument historique klassifiziert. 1947 sammelte die britische Archäologin Dame Joan Evans die nötigen Mittel für den Kauf der Kapelle durch die Académie de Mâcon.

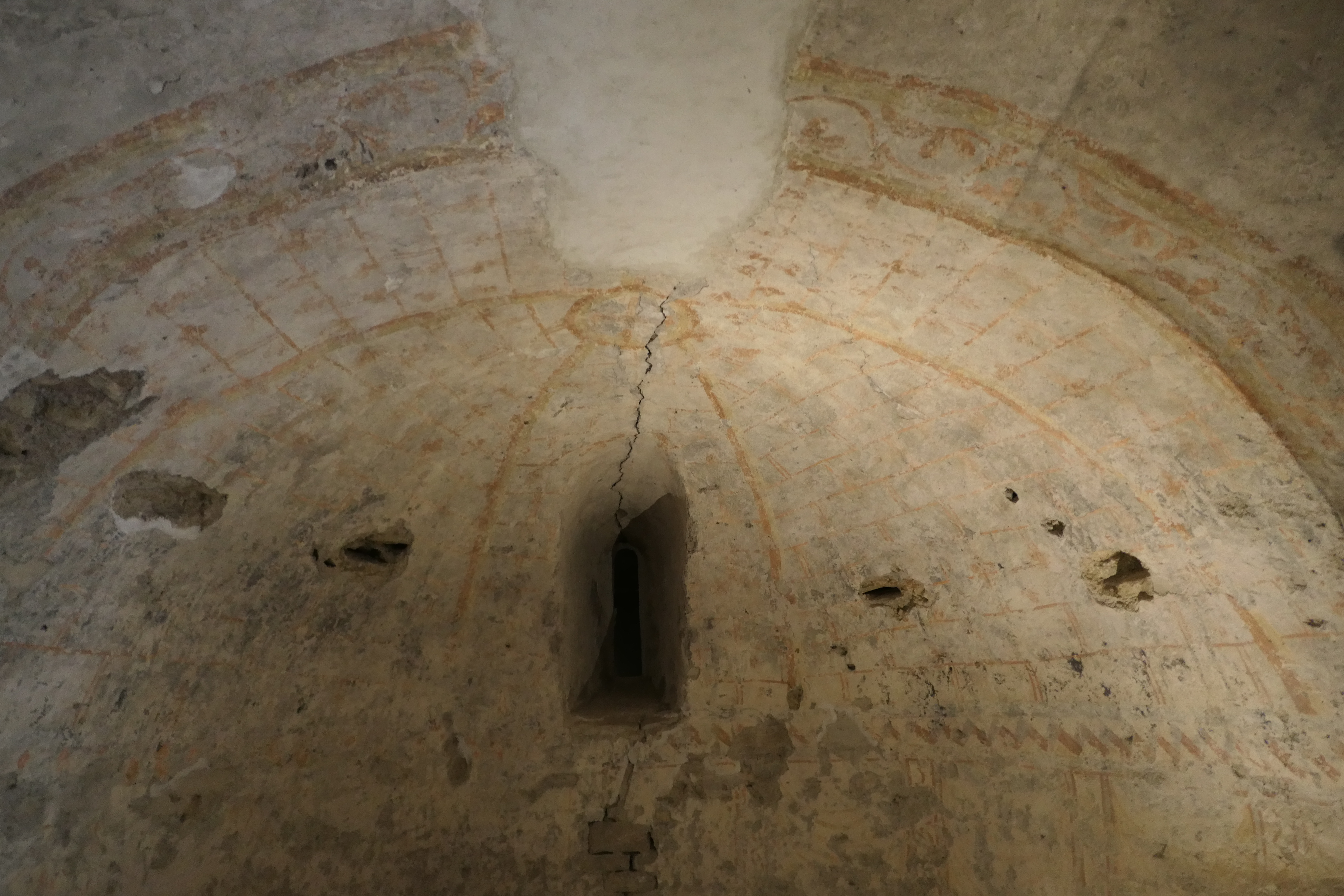
Apsis der unteren Kapelle mit Spuren der Bemalung

## Architektur

### Die untere Kapelle
Die Unterkirche macht einen kryptenartigen Eindruck. Sie ist tonnengewölbt und wird von zwei Erkerfenstern, die in die Apsis gebrochen wurden, spärlich beleuchtet. Die Apsiskalotte zeigt Spuren einer vielfarbigen Bemalung aus dem frühen 14. Jahrhundert. Ein Fries und ockerfarbene und rote Fugendekore zeichnen ein Scheinmauerwerk.

### Die obere Kapelle

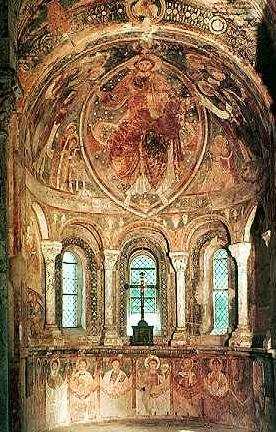
Chorfresken

Der Außenbau ist durch Lisenen und Rundbogenfriese gegliedert. Im Inneren ist sie ein einschiffiger, tonnengewölbter Saal mit drei Jochen, Chor und Apsis. Die auf Konsolen ruhenden Arkaden der Joche und die Westmauer tragen ebenso wie die Unterkirche Malereispuren des frühen 14. Jahrhunderts. Das niedrigere Joch des Chorraums ist ebenfalls tonnengewölbt und wird von zwei Fensterreihen erhellt. Der doppelt gestufte Eingangsbogen zur nochmals niedrigeren Apsis ruht auf zwei Säulen, die z. T. in die Wand eingelassen sind und Blütenkapitelle tragen. Die Apsis mit ihrem Halbkuppelgewölbe besitzt fünf Fensteröffnungen, von denen die jeweils äußeren blind sind, in einer kleinen Arkade, deren tragende Säulchen Kapitelle mit Darstellungen von Vögeln und Lotosblättern besitzen.

## Fresken
Die Fresken an den Wänden des Chores und der Apsis gehören zu den Hauptwerken romanischer Wandmalerei in Europa. Vergleiche mit der Maltechnik der wenigen erhaltenen Fragmente der Abteikirche von Cluny ergaben, dass die Malereien von Berzé-la-Ville derselben Werkstatt entstammen. Die in fünf Schichten aufgetragenen Malereien reduzieren sich auf eine siebenfarbige Palette: Rauchschwarz, Bleiweiß, Grün, Blau, gelbes und rotes Ocker und Zinnober. Zwischentöne ergaben sich durch den mehrschichtigen Farbauftrag und durch Farbmischung. Stilistisch besteht eine Verwandtschaft zur byzantinisch inspirierten Malerei Italiens (die Cluniazenser standen in Verbindung mit der Abtei Montecassino) sowie zur ottonischen Kunst.
Die Malereien wurden wohl für den Besuch von Papst Bonifatius VIII. und neun ihn begleitenden Kardinälen in Cluny und den es umgebenden Prioraten angefertigt. Sie sind in drei Ebenen angeordnet: die Apsiskalotte, die Ebene der Fenster und die Scheinbogenfriese darunter. Dem oder den Malern ist es gelungen, auf engstem Raum mehr als 40 Personen unterzubringen.

### Apsiskalotte
Das hauptsächliche Thema in der Apsiskalotte ist eines der frühchristlichen Kunst namens „Traditio Legis“: Christus offenbart das neue Gesetz, dargestellt durch ein Schriftband, und vollzieht die Schlüsselübergabe an Petrus. Die Christusfigur in der Mandorla nimmt durch ihre Größe fast den gesamten Raum ein. Die ihn umgebenden Apostel sind in zwei gedrängten Gruppen zu je sechs zu ihren beiden Seiten angeordnet. Deutlich kleiner finden sich auf der rechten Seite Jesu die heiligen Diakone Vincentius und Laurentius sowie auf seiner linken Seite zwei cluniazensische Äbte, die für die enge Verbindung Clunys mit dem Papst und der römischen Kirche stehen. Diese spezifische Darstellung ermöglichte es, die Äbte in die direkte Nachfolgetradition der Apostel und des hl. Petrus zu stellen.

### Fensterebene

#### Gewölbezwickel
Im Gewölbezwickel werden sechs weibliche Heilige in Büstenform an der Gewölbebasis dargestellt. Fünf von ihnen tragen eine Lampe, nur die hl. Consortia auf der rechten Seite trägt stattdessen ein Kreuz. Die Reliquien der hl. Consortia, die angeblich ein von König Chlothar I. in Soissons gestiftetes Kloster geleitet hat, wurden in Cluny aufbewahrt und an ihrem Festtag (22. Juni) wurde eine spezielle Messe gelesen. Die Darstellung der anderen Heiligen erzählt das Gleichnis der klugen Jungfrauen aus dem Matthäusevangelium nach.

#### Blendbögen
Beiderseits der Fensteröffnungen sind die Blendbögen mit Szenen zweier Märtyrer ausgeschmückt. Links ist das Martyrium des hl. Blasius von Sebaste zu sehen. Im oberen Abschnitt besucht ihn eine Frau im Gefängnis und schenkt ihm einen Schweinekopf. Der untere Abschnitt zeigt dann die Enthauptung des Heiligen. Rechts ist das Martyrium des hl. Vinzenz von Saragossa dargestellt. Die Henker des römischen Prokonsuls Dacian halten den Heiligen ausgestreckt auf einem Grillrost fest. Beide Heilige wurden in der Abtei von Cluny besonders verehrt.

### Scheinbogenfries

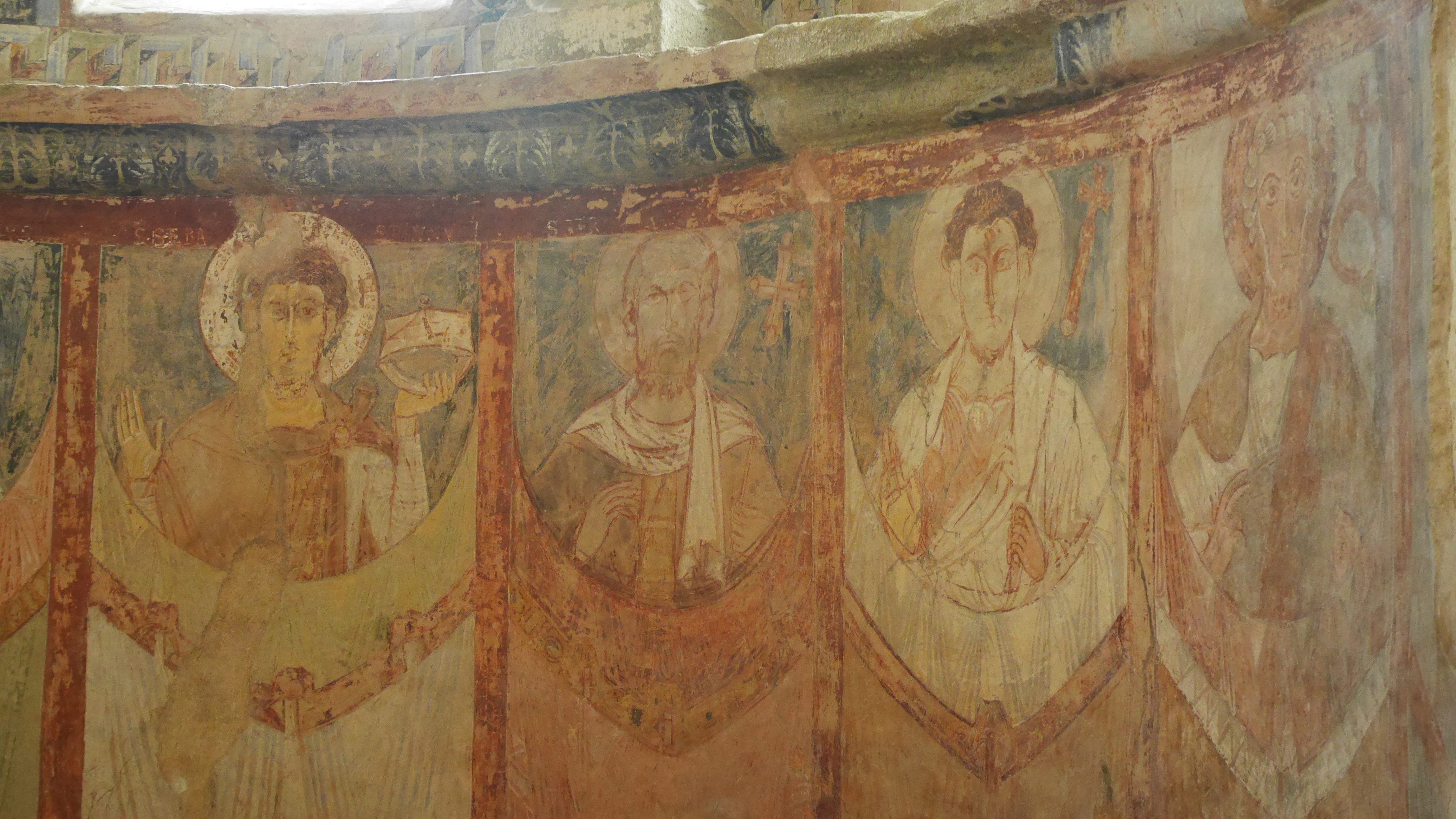
Vier der acht Heiligen des Orients

Hier werden acht Heilige durch Inschriften identifiziert, die heute zum Teil verwischt sind. Es handelt sich um die persischen Märtyrer Abdon und Sennen, Dorotheus von Gaza, Gorgon von Rom, den hl. Sebastian, die syrischen Märtyrer Sergius und Bacchus, den hl. Dionysius und um Quintus von Phrygien. Die meisten dieser Heiligen aus dem Orient und Okzident sind (außer Sebastian und Dionysius) kaum bekannt, stehen aber weiterhin im liturgischen Kalender von Cluny und ihre Reliquien wurden in der Schatzkammer der Abtei aufbewahrt. Es wurde oft die Frage gestellt, warum diese meist aus dem Orient stammenden Heiligen hier vertreten sind. Dazu wurden verschiedene Hypothesen aufgestellt. Eine erste stellt die Vorliebe des Abtes Hugues de Semur für Byzanz heraus, eine andere verweist auf die Darstellung der Ausbreitung der apostolischen Bewegung vom Orient in den Okzident, eine dritte auf die Unruhen im Orient in der Folge des zum Zeitpunkt der Ausmalung kurz zurückliegenden ersten Kreuzzugs (1096–1099).